# Michael Haas
Michael Haas (6 maggio 1969) è un ex sciatore alpino austriaco.

## Biografia
Specialista delle prove veloci originario di Gerlos, Haas debuttò in campo internazionale in occasione dei Mondiali juniores di Hemsedal/Sälen 1987; in Coppa del Mondo ottenne il primo piazzamento il 13 gennaio 1992 a Garmisch-Partenkirchen in combinata, quando si classificò 23º: tale risultato sarebbe rimasto il migliore nel massimo circuito internazionale di Haas, che lo bissò il 18 gennaio successivo a Kitzbühel in discesa libera. Si ritirò al termine della stagione 1992-1993 e il suo ultimo piazzamento fu il 38º posto ottenuto nella discesa libera di Coppa del Mondo  disputata il 15 marzo a Sierra Nevada; non prese parte a rassegne olimpiche o iridate.

## Palmarès

### Coppa del Mondo
- Miglior piazzamento in classifica generale: 122º nel 1992